# Université Napier d'Édimbourg
Pour les articles homonymes, voir Napier.
L'université Napier d'Édimbourg (Edinburgh Napier University) est une université de la ville d'Édimbourg en Écosse.

## Historique
Fondée en 1964 sous le nom Napier Technical College, elle tire son nom de John Napier, mathématicien inventeur des logarithmes, né dans la tour médiévale de Merchiston (en), sur le site actuel du campus du même nom, près de Morningside à Édimbourg. En 1966, l'établissement prend le nom de Napier College of Science and Technology. En 1974, il fusionne avec l'école de commerce d'Édimbourg (Edinburgh College of Commerce) basé à Sighthill pour devenir le Napier College of Commerce and Technology. Renommé Napier Polytechnic en 1986, l'établissement acquiert également les locaux de l'hôpital de Craiglockhart et Margaret Thatcher y inaugure le nouveau campus en 1987.
Napier obtient le statut d'université en 1992, quelques mois avant l'obtention de ce titre par l'ensemble des autres établissements polytechniques. En 1994, l'université acquiert le campus de Craighouse.

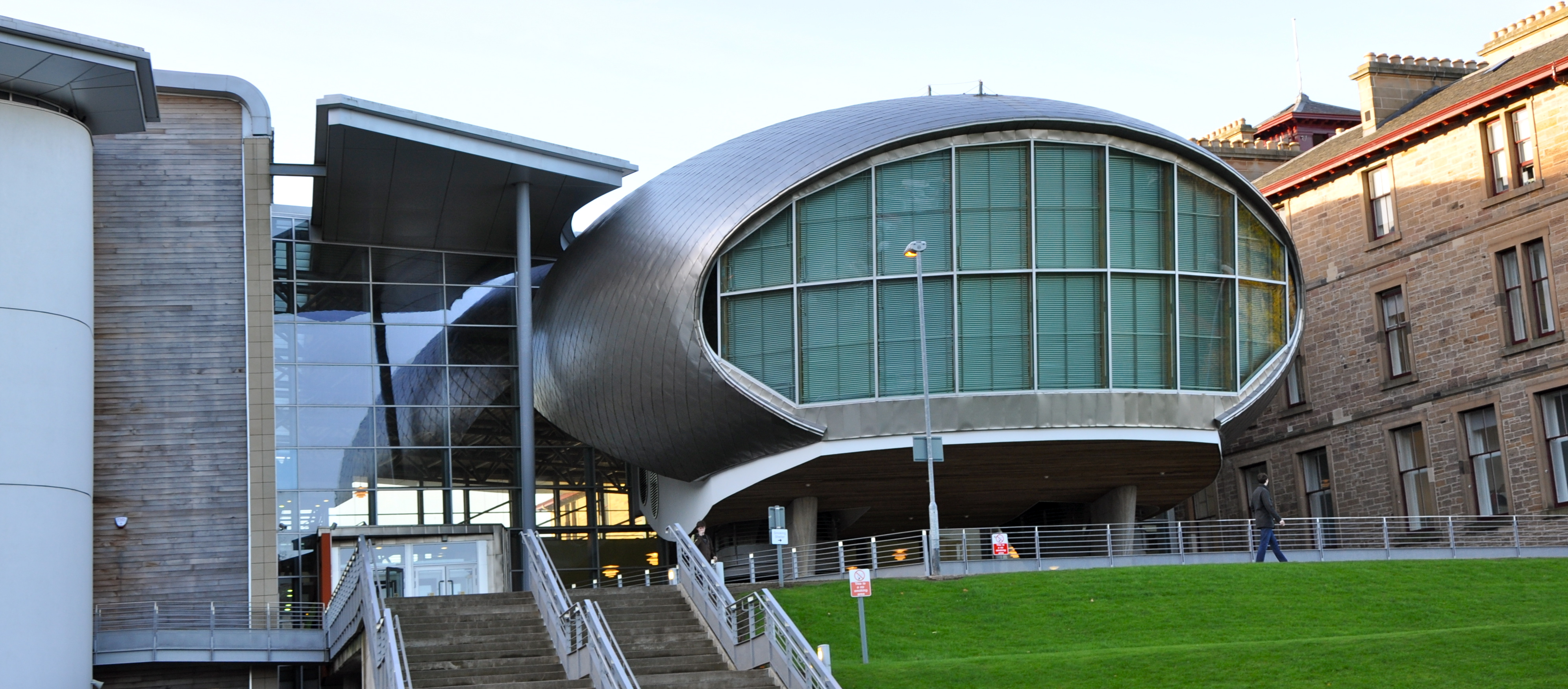
Craiglockhart Campus.

En 2001, l'université ouvre sur le campus de Merchiston le Centre informatique Jack Kilby (JKCC) contenant 500 PC et quelques Mac, imprimantes, scanners, et le tout en accès libre 24h/24 7j/7 aux étudiants et membres du staff.
Après Merchiston, c'est le campus de l'école de commerce, Craiglockhart, qui est considérablement mis à neuf en 2004, et offre désormais une architecture alliant le moderne (amphithéâtre Lindsey Stuart) aux bâtiments existants.
En 2004, un classement du Financial Times plaçait l'université Napier en 90e position des universités britanniques. L'université est particulièrement renommée dans plusieurs disciplines dont l'ingénierie du bois de construction, les transports, le journalisme, la comptabilité, l'informatique et le droit.
En 2009, The Times et The Independent assurent que l'université est numéro 1 pour l'emploi des diplômés en Écosse, dont l'école de commerce est de plus en plus reconnue.
L'université possède l'une des plus grandes écoles de commerce d'Écosse. Le département informatique est également le plus important d'Écosse, les campus étant bien fournis en ordinateurs accessibles aux étudiants, les salles de classe fournissant des projections des cours, sans parler du JKCC, tout cela faisant de Napier l'université la plus moderne d'Écosse selon The Guardian en 2009.
Le 25 février 2009, pour se situer au niveau mondial (l'université est très portée sur l'international), ou simplement histoire de chamailleries inter-universités, l'université change de nom, pour devenir l'université Napier d'Édimbourg (Edinburgh Napier University) avec un renouvellement dans la semaine de tous les panneaux dans les bâtiments de l'université (campus, centres de recherche et logements universitaires), désormais affichant le nouveau logo, le triangle rouge bien connu des étudiants et du personnel, ayant subi une rotation antihoraire (et tournoyant dans les vidéos)